# Mercedes-Benz M271
La sigla Mercedes-Benz M271 indica una piccola famiglia di motori ad accensione comandata prodotto dal 2002 al 2015 dalla Casa tedesca Mercedes-Benz.

## Caratteristiche e versioni

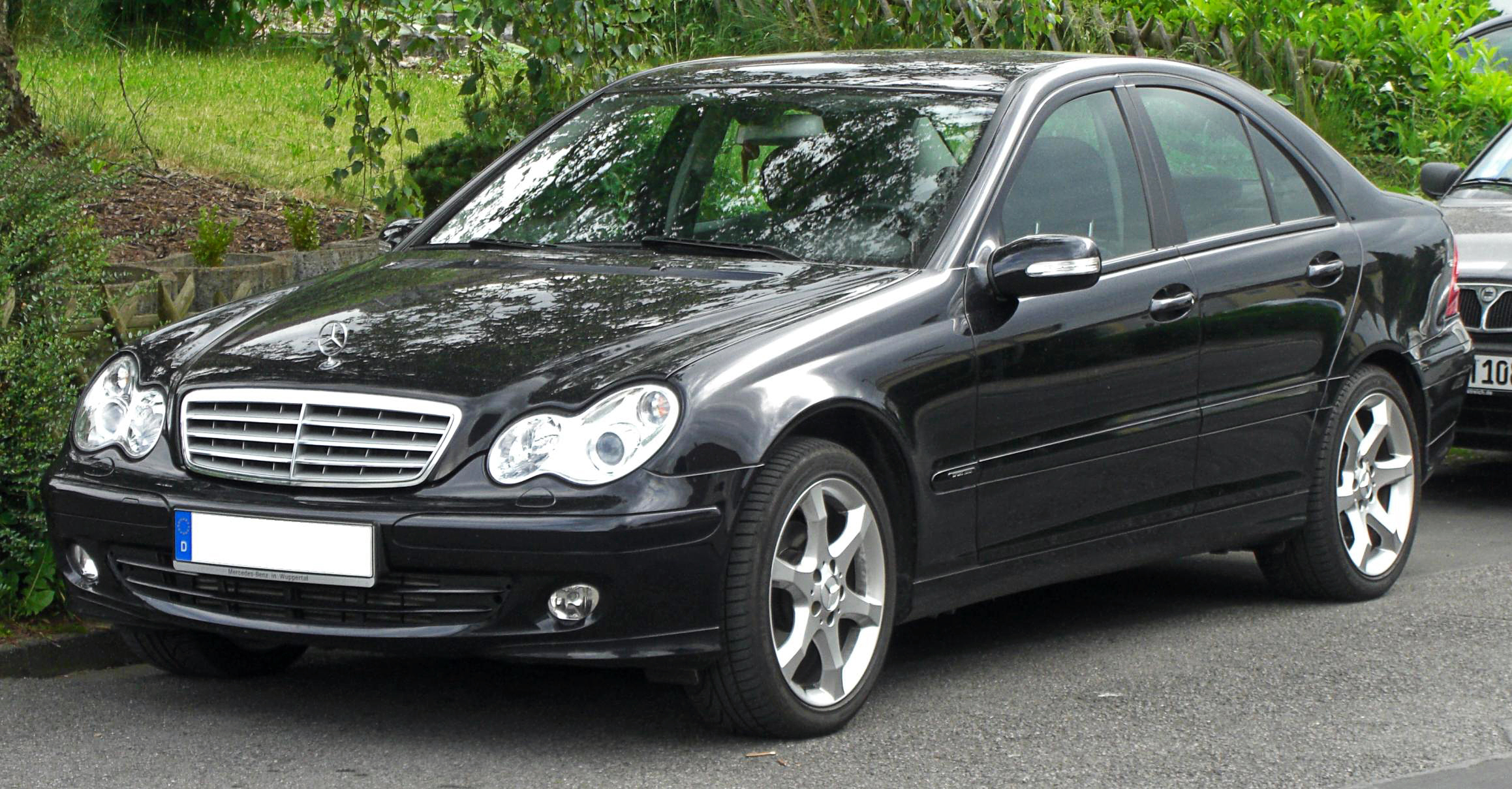
Il motore M271 ha esordito sulla Classe C W203

Questa piccola famiglia consta di due motori bialbero a quattro cilindri in linea. Il primo di questi motori a debuttare, nel 2002, è stato un 1.8 interamente in lega di alluminio, sovralimentato mediante compressore volumetrico e disponibile in più varianti, differenti tra loro per le prestazioni erogate. Nel 2008, a sei anni dal debutto del primo motore M271, è stato introdotto il 1.6 M271, appartenente al programma BlueEfficiency, volto all'abbattimento di consumi ed emissioni nocive. In realtà, BlueEfficiency è un programma che non coinvolge solo i motori, ma che altre componenti delle vetture interessate, per esempio le migliorie nell'aerodinamica e l'allungamento del rapporto più alto, ma nel caso del 1.6 M271, si è trattato di una profonda modifica motoristica sulla base del 1.8 originario (in pratica è un 1.8 a corsa accorciata), volta anch'essa a ridurre inquinamento e consumi. Inoltre, il 1.8 della stessa famiglia ha usufruito dal 2009 anche dell'alimentazione ad iniezione diretta, anch'essa facente parte del programma BlueEfficiency. Tale soluzione, che fino a pochi anni prima era già stata sperimentata su una variante di questo motore (il 1.8 da 170 CV, per la precisione), viene così proposta in maniera più diffusa. Sempre nel 2009, il 1.8 M271 è stato proposto anche con sovralimentazione mediante turbocompressore.

Il primo motore M271, quello da 1.8 litri, è stato introdotto in sostituzione dei motori M111, rispetto ai quali è più compatto e leggero, basti pensare che l'interasse tra i cilindri è di soli 9 cm. Esso è stato inoltre uno dei primi ad aderire al concetto di "downsizing" motoristico, ossia di quella tendenza a mantenere costanti le prestazioni di un motore, diminuendone (a volte anche drasticamente) la cilindrata. Infatti, nelle sue varianti più spinte, il 1.8 M271 va a sostituire i motori M111 di classe più elevata, ossia i sovralimentati da 2.3 litri, rispetto ai quali riesce addirittura a spuntare prestazioni superiori. Sono esistite molte varianti del motore M271, le cui prestazioni vanno da 122 a ben 204 CV. Anche nelle versioni meno spinte rimane comunque montato il compressore volumetrico, seppure a pressione di sovralimentazione molto bassa, che garantisce in ogni caso una generosa spinta ai regimi medio-bassi. Queste ultime versioni sono state in seguito sostituite dal 1.6 M271, sempre seguendo il concetto di downsizing.
A partire dalla primavera del 2012, i motori M271 hanno gradualmente cominciato ad essere sostituiti dai più moderni ed evoluti motori della famiglia M274. L'ultima applicazione di un motore M271 è uscita di listino alla fine del 2015.
Di seguito sono riportate le caratteristiche generali dei motori M271:
- architettura a 4 cilindri in linea;
- monoblocco e testata in lega di alluminio;
- canne cilindri riportate in ghisa;
- distribuzione a doppio asse a camme in testa;
- testata a quattro valvole per cilindro;
- alimentazione ad iniezione elettronica;
- bielle fratturate in acciaio forgiato;
- albero a gomiti su 5 supporti di banco;
- basamento con doppio contralbero di equilibratura.

## Varianti ed applicazioni
Di seguito vengono mostrate le diverse varianti del motore M271, con le sue relative applicazioni. Le applicazioni che includono l'alimentazione ad iniezione diretta sono indicate dalla sigla CGI.
| Versione                                                           | Rapporto di compressione                                           | Potenza CV/rpm                                                     | Coppia Nm/rpm                                                      | Applicazioni                                                       | Anni di produzione                                                 |                                                                    |                                                                    |                                                                    |
| M271 da 1.8 litri: 1796 cm³ (82x85 mm) con compressore volumetrico | M271 da 1.8 litri: 1796 cm³ (82x85 mm) con compressore volumetrico | M271 da 1.8 litri: 1796 cm³ (82x85 mm) con compressore volumetrico | M271 da 1.8 litri: 1796 cm³ (82x85 mm) con compressore volumetrico | M271 da 1.8 litri: 1796 cm³ (82x85 mm) con compressore volumetrico | M271 da 1.8 litri: 1796 cm³ (82x85 mm) con compressore volumetrico | M271 da 1.8 litri: 1796 cm³ (82x85 mm) con compressore volumetrico | M271 da 1.8 litri: 1796 cm³ (82x85 mm) con compressore volumetrico | M271 da 1.8 litri: 1796 cm³ (82x85 mm) con compressore volumetrico |
| ------------------------------------------------------------------ | ------------------------------------------------------------------ | ------------------------------------------------------------------ | ------------------------------------------------------------------ | ------------------------------------------------------------------ | ------------------------------------------------------------------ | ------------------------------------------------------------------ | ------------------------------------------------------------------ | ------------------------------------------------------------------ |
| 1.                                                                 | 10                                                                 | 122/5200                                                           | 190/1500                                                           | Mercedes-Benz C 160 Kompressor SportCoupé                          | 2005-06                                                            |                                                                    |                                                                    |                                                                    |
| 2.                                                                 | 10.2                                                               | 143/5200                                                           | 220/ 2500-4200                                                     | Mercedes-Benz C 180 Kompressor SportCoupé                          | 2002-07                                                            |                                                                    |                                                                    |                                                                    |
| 2.                                                                 | 10.2                                                               | 143/5200                                                           | 220/ 2500-4200                                                     | Mercedes-Benz CLC 180 Kompressor                                   | 2008-11                                                            |                                                                    |                                                                    |                                                                    |
| 2.                                                                 | 10.2                                                               | 143/5200                                                           | 220/ 2500-4200                                                     | Mercedes-Benz C 180 Kompressor W203                                | 2002-07                                                            |                                                                    |                                                                    |                                                                    |
| 3.                                                                 | 9.3                                                                | 156/5200                                                           | 230/ 2600-4600                                                     | Mercedes-Benz C 180 Kompressor W204                                | 2007-09                                                            |                                                                    |                                                                    |                                                                    |
| 4.                                                                 | 9.5                                                                | 163/5500                                                           | 240/ 3000-4000                                                     | Mercedes-Benz C 200 Kompressor SportCoupé                          | 2002-07                                                            |                                                                    |                                                                    |                                                                    |
| 4.                                                                 | 9.5                                                                | 163/5500                                                           | 240/ 3000-4000                                                     | Mercedes-Benz C 200 Kompressor W203                                | 2002-07                                                            |                                                                    |                                                                    |                                                                    |
| 4.                                                                 | 9.5                                                                | 163/5500                                                           | 240/ 3000-4000                                                     | Mercedes-Benz E 200 Kompressor W211                                | 2003-06                                                            |                                                                    |                                                                    |                                                                    |
| 4.                                                                 | 9.5                                                                | 163/5500                                                           | 240/ 3000-4000                                                     | Mercedes-Benz E 200 NGT W212                                       | 03/2011-03/2013                                                    |                                                                    |                                                                    |                                                                    |
| 4.                                                                 | 9.5                                                                | 163/5500                                                           | 240/ 3000-4000                                                     | Mercedes-Benz CLK 200 Kompressor W209                              | 2002-06                                                            |                                                                    |                                                                    |                                                                    |
| 4.                                                                 | 9.5                                                                | 163/5500                                                           | 240/ 3000-4000                                                     | Mercedes-Benz SLK 200 Kompressor R171                              | 2004-08                                                            |                                                                    |                                                                    |                                                                    |
| 5.                                                                 | 10.3                                                               | 170/5300                                                           | 250/3000                                                           | Mercedes-Benz C 200 Kompressor CGI SportCoupé                      | 2003-05                                                            |                                                                    |                                                                    |                                                                    |
| 5.                                                                 | 10.3                                                               | 170/5300                                                           | 250/3000                                                           | Mercedes-Benz C 200 Kompressor CGI W203                            | 2003-05                                                            |                                                                    |                                                                    |                                                                    |
| 5.                                                                 | 10.3                                                               | 170/5300                                                           | 250/3000                                                           | Mercedes-Benz CLK 200 Kompressor CGI W209                          | 2003-05                                                            |                                                                    |                                                                    |                                                                    |
| 6.                                                                 | 8.5                                                                | 184/5500                                                           | 250/ 2800-5000                                                     | Mercedes CLC 200 Kompressor                                        | 2008-11                                                            |                                                                    |                                                                    |                                                                    |
| 6.                                                                 | 8.5                                                                | 184/5500                                                           | 250/ 2800-5000                                                     | Mercedes-Benz C 200 Kompressor W204                                | 2007-10                                                            |                                                                    |                                                                    |                                                                    |
| 6.                                                                 | 8.5                                                                | 184/5500                                                           | 250/ 2800-5000                                                     | Mercedes-Benz CLK 200 Kompressor W209                              | 2007-10                                                            |                                                                    |                                                                    |                                                                    |
| 6.                                                                 | 8.5                                                                | 184/5500                                                           | 250/ 2800-5000                                                     | Mercedes-Benz SLK 200 R171                                         | 2008-11                                                            |                                                                    |                                                                    |                                                                    |
| 7.                                                                 | 8.5                                                                | 192/5800                                                           | 260/3500                                                           | Mercedes-Benz C 230 Kompressor SportCoupé                          | 2002-05                                                            |                                                                    |                                                                    |                                                                    |
| 7.                                                                 | 8.5                                                                | 192/5800                                                           | 260/3500                                                           | Mercedes-Benz C 230 Kompressor                                     | 2004-05                                                            |                                                                    |                                                                    |                                                                    |
| M271 da 1.8 litri: 1796 cm³ (82x85 mm) con turbocompressore        |                                                                    |                                                                    |                                                                    |                                                                    |                                                                    |                                                                    |                                                                    |                                                                    |
| 1.                                                                 | 9.8                                                                | 156/5000                                                           | 250/ 1600-4200                                                     | Mercedes-Benz C 180 CGI BlueEfficiency W204                        | 11/2009-04/2012                                                    |                                                                    |                                                                    |                                                                    |
| 1.                                                                 | 9.8                                                                | 156/5000                                                           | 250/ 1600-4200                                                     | Mercedes-Benz C 180 Coupé BlueEFFICIENCY C204                      | 05/2011-04/2012                                                    |                                                                    |                                                                    |                                                                    |
| 2.                                                                 | 9.3                                                                | 184/5250                                                           | 270/ 1800-4600                                                     | Mercedes-Benz C 200 CGI BlueEfficiency W204                        | 2010-13                                                            |                                                                    |                                                                    |                                                                    |
| 2.                                                                 | 9.3                                                                | 184/5250                                                           | 270/ 1800-4600                                                     | Mercedes-Benz E 200 CGI BlueEFFICIENCY W212                        | 09/2009-02/2013                                                    |                                                                    |                                                                    |                                                                    |
| 2.                                                                 | 9.3                                                                | 184/5250                                                           | 270/ 1800-4600                                                     | Mercedes-Benz E 200 CGI Coupé C207                                 | 01/2010-04/2013                                                    |                                                                    |                                                                    |                                                                    |
| 2.                                                                 | 9.3                                                                | 184/5250                                                           | 270/ 1800-4600                                                     | Mercedes-Benz E 200 CGI Cabriolet A207                             | 01/2010-04/2013                                                    |                                                                    |                                                                    |                                                                    |
| 2.                                                                 | 9.3                                                                | 184/5250                                                           | 270/ 1800-4600                                                     | Mercedes-Benz SLK 200 CGI R172                                     | 03/2011-04/2015                                                    |                                                                    |                                                                    |                                                                    |
| 3.                                                                 | 9.3                                                                | 204/5500                                                           | 310/2000                                                           | Mercedes-Benz C 250 CGI BlueEfficiency W204                        | 2009-13                                                            |                                                                    |                                                                    |                                                                    |
| 3.                                                                 | 9.3                                                                | 204/5500                                                           | 310/2000                                                           | Mercedes-Benz C 250 Coupé BlueEFFICIENCY C204                      | 05/2011-06/2015                                                    |                                                                    |                                                                    |                                                                    |
| 3.                                                                 | 9.3                                                                | 204/5500                                                           | 310/2000                                                           | Mercedes-Benz E 250 CGI BlueEfficiency W212                        | 06/2009-02/2013                                                    |                                                                    |                                                                    |                                                                    |
| 3.                                                                 | 9.3                                                                | 204/5500                                                           | 310/2000                                                           | Mercedes-Benz E 250 CGI Coupé C207                                 | 03/2009-04/2013                                                    |                                                                    |                                                                    |                                                                    |
| 3.                                                                 | 9.3                                                                | 204/5500                                                           | 310/2000                                                           | Mercedes-Benz E 250 CGI Cabriolet A207                             | 01/2010-04/2013                                                    |                                                                    |                                                                    |                                                                    |
| 3.                                                                 | 9.3                                                                | 204/5500                                                           | 310/2000                                                           | Mercedes-Benz SLK 250 CGI R172                                     | 03/2011-04/2015                                                    |                                                                    |                                                                    |                                                                    |
| M271 da 1.6 litri: 1597 cm³ (82x75.6 mm)                           |                                                                    |                                                                    |                                                                    |                                                                    |                                                                    |                                                                    |                                                                    |                                                                    |
| 1.                                                                 | 9.3                                                                | 129/5000                                                           | 220/ 2500-3800                                                     | Mercedes-Benz CLC 160 BlueEfficiency                               | 2008-11                                                            |                                                                    |                                                                    |                                                                    |
| 2.                                                                 | 9.3                                                                | 156/5200                                                           | 230/ 3000-4500                                                     | Mercedes-Benz C 180 Kompressor BlueEFFICIENCY W204                 | 2008-10                                                            |                                                                    |                                                                    |                                                                    |

## Altre varianti
Vale la pena aggiungere che il 1.8 Kompressor da 163 CV è stato anche proposto in una variante bi-fuel, che in questo caso è del tipo benzina/metano. Le prestazioni motoristiche sono le stesse della corrispondente variante a sola benzina, anche per quanto riguarda l'erogazione di coppia. Questo motore (M271E18ML NGT)è stato montato sulla Mercedes-Benz E200 NGT W211 (2004-09), ed è stato scelto per equipaggiare la successiva versione bifuel della Mercedes-Benz E200 NGT BlueEFFICENCY W212 (2010-13) presentata il 3 dicembre 2010 al Motorshow di Bologna.